# Rudolf Anderberg
Hugo Rudolf Anderberg, född 5 januari 1892 i Vanstads församling, Malmöhus län, död 17 oktober 1982 i Vollsjö församling, Malmöhus län, var en svensk stationsmästare och socialdemokratisk riksdagspolitiker.
Anderberg blev järnvägstjänsteman 1908 och var 1940–1954 stationsmästare i Vollsjö. Han var ledamot av riksdagens första kammare 1937–1960, invald i Malmöhus läns valkrets.
Anderberg var samtidigt kommunal- och landstingspolitiskt aktiv, landstingsordförande 1938–1962 samt ordförande i Sveriges landskommuners förbund 1949–1963.